# Provincia di Nakhon Nayok
La provincia di Nakhon Nayok  si trova in Thailandia, nella regione della Thailandia Centrale. Si estende per 2.122,0 km², ha 250.825 abitanti ed il capoluogo è il distretto di Mueang Nakhon Nayok. La città principale è Nakhon Nayok.

## Geografia antropica

### Suddivisioni amministrative

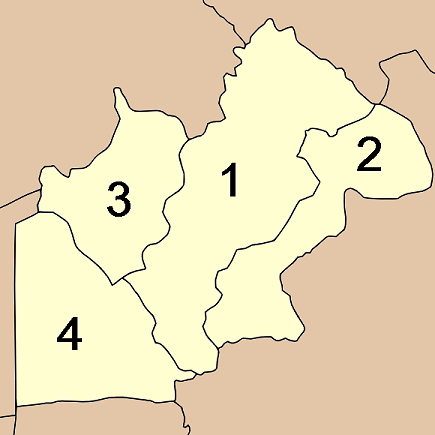
Mappa degli Amphoe

La provincia è suddivisa in 4 distretti (amphoe). Questi a loro volta sono suddivisi in 41 sottodistretti (tambon) e 403 villaggi (muban).
| 1. Mueang Nakhon Nayok 2. Pak Phli | 1. Ban Na 2. Ongkharak |